# Journal of Quaternary Science
Das Journal of Quaternary Science  (oft als JQS abgekürzt) ist eine seit 1986 erscheinende begutachtete wissenschaftliche Fachzeitschrift, die von Wiley für die Quaternary Research Association herausgegeben wird. Chefredakteur ist Neil Roberts.
Die Zeitschrift ist breit ausgerichtet und publiziert originäre Forschungsarbeiten zu einer Vielzahl von Themen der Quartärforschung. Zu den abgedeckten Forschungsdisziplinen zählen unter anderem die Archäologie, Klimatologie und Paläoklimatologie, die Geologie samt ihren Subdisziplinen, Glaziologie, Limnologie und (Paläo)-Ozeanographie, aber auch Botanik, Zoologie, Paläontologie und Paläoökologie. Im Besonderen werden multi- und interdisziplinäre Forschungsansätze publiziert.
Der Impact Factor lag im Jahr 2019 bei 2,377. Damit lag die Zeitschrift auf Rang 25 von 50 Fachzeitschriften der Kategorie physische Geographie und auf Rang 88 von 200 Zeitschriften der Kategorie multidisziplinäre Geowissenschaften.